# 蘋果化
蘋果化是香港與台灣傳媒的一種現象，指香港傳媒集團公司壹傳媒在上述兩地發行的《蘋果日報》報章內容和風格，台灣與香港媒體競相模仿其風格，在報導內容和風格方面漸趨讀者主導，從而帶來報章媒體的娛樂化。最初這種現象只發生在香港，之後隨著《蘋果日報》台灣版的發行而擴散至台灣。

## 定義
《蘋果日報》採用較多彩色相片、設計圖片、非傳統排版方式、美術設計、大字標題、顏色鮮艷的文字等吸引讀者的注意和購買。內容方面，其手法多為報導更多與目標讀者群的生活和日常話題有關，一般的報紙多以政治、經濟、國際等議題作為頭版新聞，但是《蘋果日報》的頭版則是以本地的八卦新聞、社會新聞為主，且往往以大篇幅報導此類新聞。
在香港，當年為了迎戰《蘋果日報》，《東方日報》大幅改變報導方式，其他報紙也因為《蘋果》而進行改變。香港報紙全都跟著「蘋果化」，連《明報》也不例外：香港知名評論家馬家輝說，《明報》後來經過好長一段時間的調整與讀者對話，才漸漸從「蘋果化」與「非蘋果化」的左右搖擺之間找到位置；他並指出，《蘋果》的最大對手《東方日報》花了不少時間才能喘口氣。
《蘋果日報》是銷量高的報紙，主要新聞内容卻傾向於「小報化」，即靠煽情的新聞内容和包裝手法，吸引讀者的目光。台灣政治大學新聞系教授彭家發認為，它為了追逐市場效應，過份重視了讀者「想知道的」新聞資訊，而不大理會讀者「需要知道的」新聞資訊。

## 延伸閱讀
- 梁麗娟. 李子翹 寧采臣 , 编. . 次文化堂. 2006年7月初版. ISBN 962-992-138-3.